# 기관총

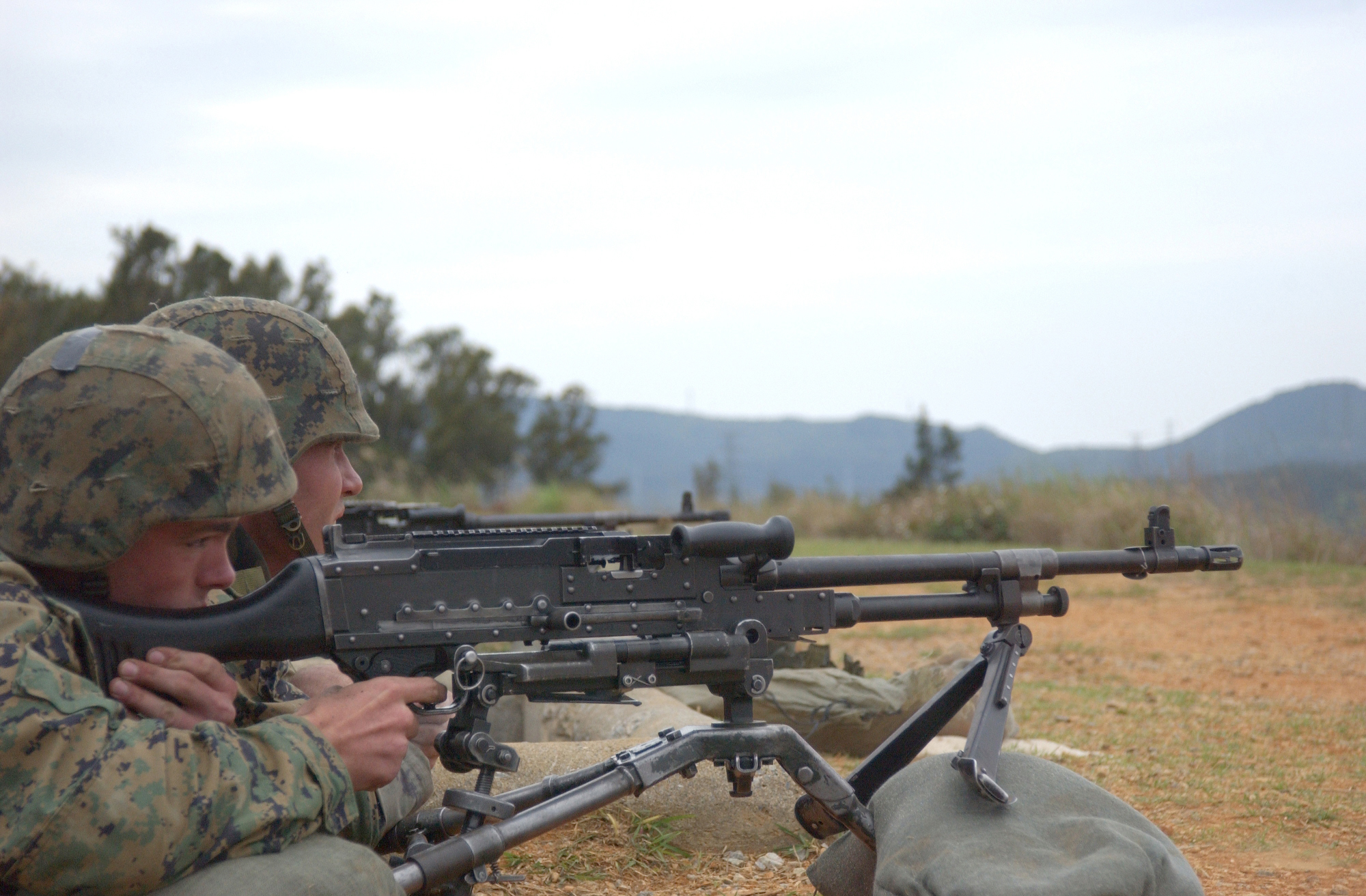
삼각대에 거치된 미군 M240G (FN MAG) 다목적 기관총

기관총(機關銃, 영어: machine gun, MG)은 완전자동 사격이 가능한 자동화기의 일종으로 20mm 미만의 구경을 가진다. 최초의 기관총은 리처드 조던 개틀링이 개발하였다. 또한, 하이럼 스티븐스 맥심이 개발한 맥심 기관총은 총탄의 반동을 이용하여 완전자동 사격을 가능하게 하였다.
자동화기 중 20mm 이상의 구경을 가지는 화기는 기관포로 분류한다.

## 역사
남북전쟁 중 발명가인 리처드 조던 개틀링 박사는 총신을 묶어 발사하는 개틀링 건을 발명하였다. 한편, 자동사격을 위해 사람의 힘을 필요로 하지 않는 현대적 기관총인 맥심 기관총은 1883년 발명가인 맥심이 개발하였다. 맥심 기관총은 총탄의 반동을 이용하여 완전자동 사격을 가능케 하였고 (반동이용식), 분당 600발 정도 발사할 수 있다. 영국은 1889년 맥심 기관총을 도입하였고, 러시아와 독일 등 다른 유럽 국가들도 맥심 기관총을 라이선스 생산하였다.

## 종류

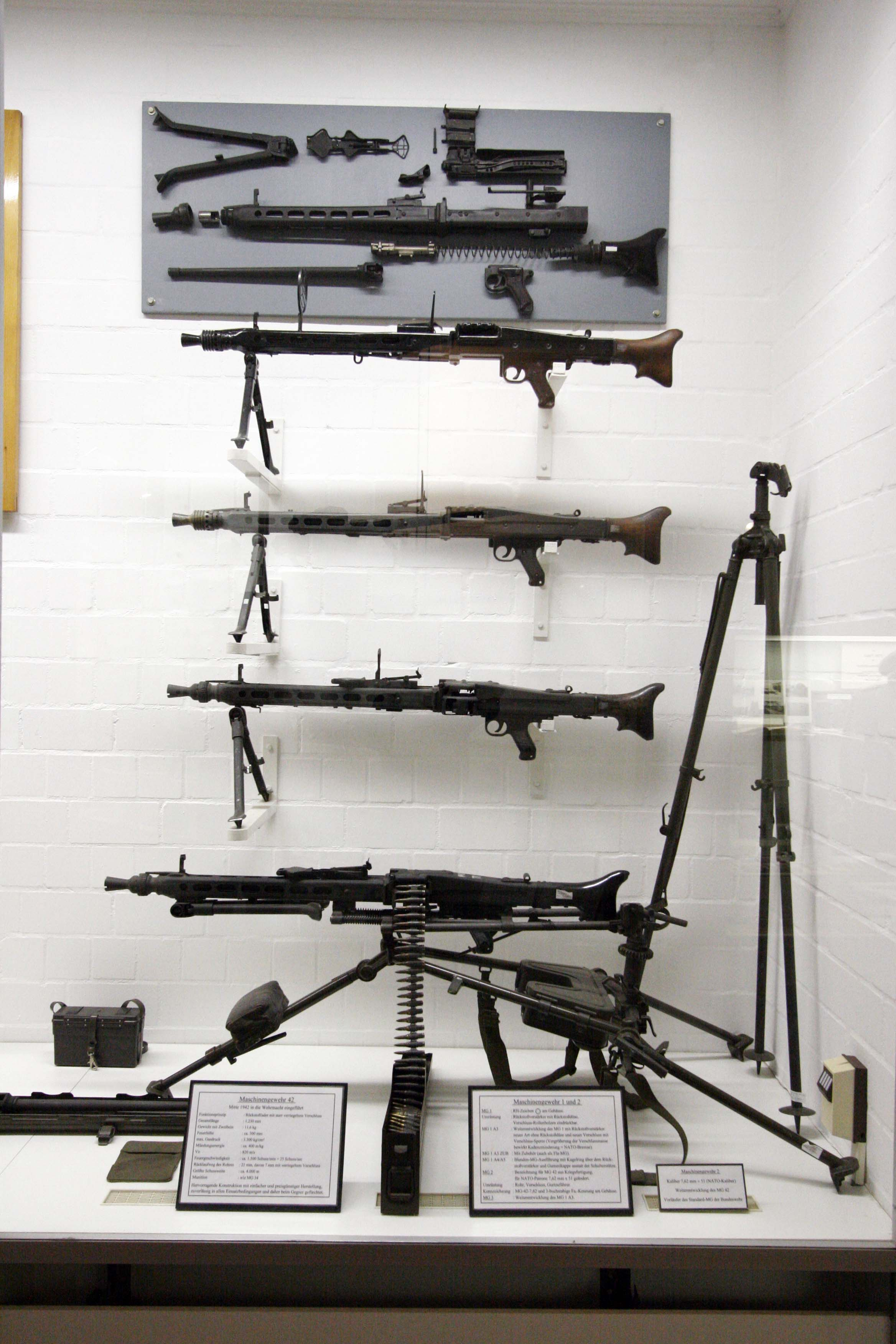
독일 MG42 다목적 기관총

### 냉각 방식별 분류
초기의 기관총들은 수랭식 기관총으로, 총열을 물로 식히기 때문에 공랭식에 비해 지속적인 사격이 가능하다. 그러나 물을 계속적으로 공급해야 하기 때문에 운용에 여러 명의 병사가 필요하고, 무겁다는 단점이 있다.
공랭식 기관총은 수랭식보다 가볍고, 운용에 필요한 병사가 적다는 장점이 있다. 하지만, 지속사격시 총열이 쉽게 과열되는 단점이 있다. 총열이 과열되면 총열 내부의 강선이 쉽게 마모되며, 극단적인 경우 총열이 휘어버리게 된다. 총열 과열을 막기 위해 공랭식 기관총은 짧은 점사를 하거나, 사격간에 총열을 식혀줄 필요가 있다. 총열 과열 문제를 해결하기 위해 많은 공랭식 기관총은 빠른 총열 교환이 가능토록 설계되었다. 현재는 공랭식 기관총을 주로 사용하며 수랭식 기관총을 운용하는 국가는 찾아보기 힘들다.

### 사용탄 및 무게별 분류

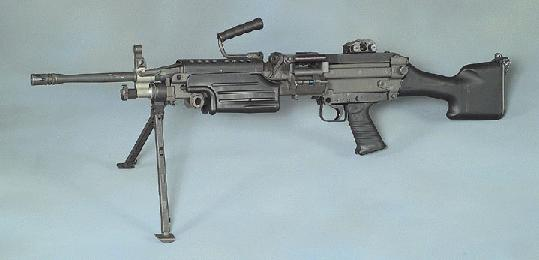
미군 M249 (FN 미니미) 분대지원화기

- 경기관총 (Light machine gun) - M249 경기관총, FN 미니미, K3 경기관총, RPD, RPK 등
- 중형기관총 (Medium machine gun) - M240, FN MAG, M60 기관총, PK 기관총 등
- 중기관총 (Heavy machine gun) - M2 중기관총, K6 중기관총, DShK 등

### 목적별 분류
- 분대지원화기 (Squad automatic weapon) - M249 분대지원화기, K3 경기관총, RPD, RPK 등
- 다목적 기관총 (General purpose machine gun) - M240, FN MAG, M60 기관총, PK 기관총 등
- 분대자동화기

## 같이 보기
- 기관총 목록